# Seppe Smits
Pour les articles homonymes, voir Smits.
Seppe Smits, né le 13 juillet 1991 à Westmalle, est un snowboardeur belge spécialisé dans le big air et le half-pipe. 

## Biographie
Au cours de sa carrière, il fut médaillé d'argent en big air à 17 ans en 2009 à Gangwon (Corée du Sud) derrière le Finlandais Markku Koski et a terminé 22e en half-pipe, en coupe du monde il a connu son premier podium en big air (une troisième place) à Stockholm (Suède) en novembre 2008. En novembre 2012, il s'impose lors du Big Air d'Anvers dans sa région natale et récupère le globe de la spécialité en fin de saison.

## Palmarès

### Jeux olympiques
- Sotchi 2014 : 13e du slopestyle ;
- Pyeongchang 2018 : 10e du slopestyle.

### Championnats du monde
| Épreuve / Édition | Épreuve / Édition | [[Championnats du monde de snowboard 2009\|Gangwon 2009]] | [[Championnats du monde de snowboard 2011\|Barcelone 2011]] | [[Championnats du monde de snowboard 2013\|Stoneham 2013]] | [[Championnats du monde de snowboard 2017\|Sierra Nevada 2017]] |
| Big air           | Big air           | Médaille d'argent                                         | Médaille d'argent                                           | Médaille de bronze                                         |                                                                 |
| Half pipe         | Half pipe         | 22e                                                       | 26e                                                         | -                                                          |                                                                 |
| Slopestyle        | Slopestyle        | -                                                         | Médaille d'or                                               | 31e                                                        | Médaille d'or                                                   |

### Coupe du monde
- 2 petit  globe de cristal :
  - Vainqueur du classement big air en 2013 et 2014.
- 11 podiums dont 4 victoires.

#### Différents classements en coupe du monde
| Année/Classement | Année/Classement | Général | Général | Half pipe | Half pipe | Big Air | Big Air |
| ---------------- | ---------------- | ------- | ------- | --------- | --------- | ------- | ------- |
| Année/Classement | Année/Classement | Class.  | Points  | Class.    | Points    | Class.  | Points  |
| 2008             | 2008             | 98e     | 888     | 95e       | 32        | 21e     | 856     |
| 2009             | 2009             | 57e     | 1340    | 77e       | 140       | 4e      | 1200    |
| 2010             | 2010             | 60e     | 1124    | 21e       | 974       | 50e     | 150     |
| 2011             | 2011             |         |         |           |           | 14e     | 920     |
| 2012             | 2012             |         |         |           |           | 7e      | 850     |
| 2013             | 2013             |         |         |           |           | 1e      | 1000    |

### Championnats du monde junior
| Épreuve / Édition | Épreuve / Édition | Nagano 2009 | Cardrona 2010      |
| Big Air           | Big Air           | -           | Médaille d'argent  |
| Half-pipe         | Half-pipe         | 10e         | 12e                |
| Slopestyle        | Slopestyle        | -           | Médaille de bronze |